# Коновалівка
Конова́лівка — село в Україні, у Михайлівській сільській громаді Полтавського району Полтавської області. Населення становить 591 осіб. Колишній центр Коновалівської сільської ради.

## Географія
Село Коновалівка лежить на правому березі річки Лип'янка, починаючи від місця злиття річок Мокра Лип'янка та Суха Лип'янка і до місця впадання її в річку Оріль, вище за течією річки Мокра Лип'янка на відстані 2,5 км розташоване село Любимівка, нижче за течією річки Оріль примикає село Нехвороща, на протилежному березі річки Лип'янки — село Усть-Лип'янка. Річки в цьому місці звивисті, утворюють лимани, стариці та заболочені озера. Див. також Усть-Лип'янка (заказник).

## Історія
1750 — дата заснування села.
Після ліквідації Машівського району 19 липня 2020 року село увійшло до Полтавського району.

## Населення

### Мова
Розподіл населення за рідною мовою за даними перепису 2001 року:
| Мова       | Кількість | Відсоток |
| ---------- | --------- | -------- |
| українська | 572       | 96.79%   |
| російська  | 14        | 2.36%    |
| румунська  | 3         | 0.51%    |
| болгарська | 1         | 0.17%    |
| вірменська | 1         | 0.17%    |
| Усього     | 591       | 100%     |

## Економіка
- «Зірка», сільгосппідприємство.
- «Коноваловское», ТОВ.
- ТОВ «Коновалівка-Агро»

## Освіта
В селі працює дитячий садок.
Також є бібліотека.